# Scott Booth
Scott Booth (Aberdeen, 16 dicembre 1971) è un allenatore di calcio ed ex calciatore scozzese, di ruolo attaccante, tecnico della squadra femminile del Lewes.

## Carriera

### Calciatore

#### Club
Booth ha iniziato la carriera nella squadra della sua città, l'Aberdeen, dove ha giocato per nove anni. Visto come un idolo dai tifosi, è stato parte della squadra che ha vinto il campionato 1990-1991. È stato un grande talento, amato dai compagni di squadra e dalla tifoseria.
Ha giocato ogni incontro nell'avventura nella Scottish League Cup, esclusa la finale, che ha saltato per infortunio. L'Aberdeen si è comunque aggiudicato il trofeo, battendo per due a zero il Dundee. Meno di due anni dopo, ha lasciato il Pittodrie Stadium per un sorprendente passaggio ai tedeschi del Borussia Dortmund.
Probabilmente, il successo del connazionale Paul Lambert ha influito in questo trasferimento. Tuttavia, non ha mai potuto esprimersi con continuità a causa del poco spazio in squadra e ha avuto soltanto un assaggio dell'avventura in Champions League. È diventato, comunque, l'unico calciatore scozzese ad aggiudicarsi una medaglia per essere diventato campione mondiale per club, essendo entrato in campo a partita in corso contro il Cruzeiro Esporte Clube, nella finale di Coppa Intercontinentale.
Dopo due prestiti nei Paesi Bassi, con le maglie di Utrecht e Vitesse, ha firmato per il Twente. È diventato uno dei calciatori preferiti della sua tifoseria ed ha vinto la KNVB beker. Nel 2003, è tornato all'Aberdeen.
Booth si è trovato al primo posto della classifica marcatori nel campionato 2003-2004, ma è stato fermato da un infortunio. Quando è stato svincolato, nel 2004, molti tifosi hanno protestato con il tecnico Steve Paterson, dicendo che avrebbero voluto vedere ancora giocare Booth per l'Aberdeen. Nonostante avesse altre offerte da squadre scozzesi di divisioni inferiori, ha preferito ritirarsi.

#### Nazionale
Booth ha debuttato per la Scozia nel 1993. In totale, ha vestito la maglia della nazionale in ventidue occasioni, con sei reti all'attivo. Ha partecipato al campionato d'Europa 1996 e al campionato del mondo 1998.

## Palmarès

### Calciatore
- Coppa di Scozia: 1

Aberdeen: 1989-1990
- Coppa di Lega scozzese: 1

Aberdeen: 1989-1990
- Coppa Intercontinentale: 1

Borussia Dortmund: 1997
- Coppa dei Paesi Bassi: 1

Twente: 1999-2001

### Allenatore
- Campionato scozzese: 4

Glasgow City: 2015, 2016, 2017, 2018
- Scottish Women's Cup: 1

Glasgow City: 2015
- Scottish Women's League Cup: 1

Glasgow City: 2015